# NXT No Mercy 2023
NXT No Mercy 2023 è stato il quarantasettesimo evento di NXT, prodotto dalla WWE. L'evento si è svolto il 30 settembre 2023 alla Mechanics Bank Arena di Bakersfield (California) ed è stato trasmesso su Peacock negli Stati Uniti e sul WWE Network nel resto del mondo.

## Storyline
Durante l'episodio di WWE The Bump del 23 agosto, fu annunciato un torneo a gruppi per decretare il primo sfidante all'NXT Heritage Cup di Noam Dar; coi primi classificati dei rispettivi gironi che si sarebbero poi affrontati in singolo per ottenere appunto un british rounds rules match contro il detentore del trofeo a No Mercy. Dopo una serie di incontri, Joe Coffey e Butch emersero vincitori dai propri raggruppamenti e i due si scontrarono dunque nella puntata di NXT del 26 settembre, dove a prevalere fu Butch.
Nella puntata di NXT del 12 settembre, Baron Corbin si complimentò con Bron Breakker dopo che questi aveva pesantemente attaccato Von Wagner con dei gradoni d'acciaio la settimana precedente, ma Breakker stesso rispose che non aveva bisogno dei suoi elogi, né del suo rispetto, e lo sfidò ad un match per No Mercy, reso poi ufficiale.
Nella puntata speciale NXT Heatwave del 22 agosto, l'NXT Women's Champion Tiffany Stratton tenne un promo riguardante le ex detentrici del titolo ed elencò per sbaglio anche il nome di Becky Lynch (appartenente al roster di Raw), apparendo poi a Payback per scusarsi dell'errore commesso direttamente con quest'ultima. Dopo che Stratton difese con successo la cintura contro Kiana James durante l'episodio di NXT del 5 settembre, Lynch comparve sullo stage e la sfidò ad un match con in palio l'NXT Women's Championship da disputarsi la settimana seguente, dove a trionfare fu proprio l'irlandese, che diventò quindi la nuova campionessa. Nella puntata di NXT del 19 settembre, Lynch concesse una rivincita a Stratton dopo che questa la attaccò alle spalle durante un confronto verbale tra le due, mettendo in palio la cintura femminile in un extreme rules match a No Mercy.
A NXT The Great American Bash, Carmelo Hayes mantenne con successo l'NXT Championship contro Il'ja Dragunov, per poi difenderlo anche dall'assalto di Wes Lee durante la puntata speciale NXT Heatwave del 22 agosto. Dopo che Lee e Dragunov espressero il loro rispettivo desiderio di ottenere una rivincita per il titolo a No Mercy, fu sancito un match tra i due per l'episodio di NXT del 12 settembre per determinare appunto il definitivo contendente alla cintura di Hayes, dove a prevalere fu poi Dragunov.
Nella puntata di NXT del 29 agosto, Mustafa Ali e Dragon Lee ebbero un duro confronto verbale su chi avrebbe dovuto ottenere un match valevole per l'NXT North American Championship di Dominik Mysterio e ciò portò quindi all'annuncio di un incontro fra i due, vinto da Ali a causa di un conteggio veloce da parte di Mysterio, il quale svolse il ruolo di arbitro speciale della contesa. Dopo che Ali fu tuttavia rilasciato dalla federazione per via di un'ondata di licenziamenti (legit), l'official Shawn Michaels sancì un fatal 4-way match tra Lee, Axiom, Tyler Bate e Trick Williams, dove a vincere fu poi quest'ultimo, che diventò il nuovo contendente alla cintura nordamericana di Mysterio per No Mercy. Poco dopo, Michaels nominò Lee come arbitro speciale dell'incontro tra Mysterio e Williams. 

## Risultati
| #        | Match | Stipulazione                                                                            | Durata |
| -------- | --- | --------------------------------------------------------------------------------------- | ------ |
| Pre-show | Blair Davenport ha sconfitto Kelani Jordan | Single match                                                                            | 6:38   |
| 1        | Baron Corbin ha sconfitto Bron Breakker | Single match                                                                            | 9:33   |
| 2        | Trick Williams ha sconfitto Dominik Mysterio (c) | Single match per l'NXT North American Championship con Dragon Lee come arbitro speciale | 9:28   |
| 3        | Tony D'Angelo e Channing "Stacks" Lorenzo (c) hanno sconfitto Angel Garza e Humberto Carrillo, i Creed Brothers (con Ivy Nile) e gli OTM (Bronco Nima e Lucien Price) (con Scrypts) | Fatal 4-way tag team match per l'NXT Tag Team Championship                              | 12:07  |
| 4        | Noam Dar (c) (con Jakara Jackson, Lash Legend e Oro Mensah) ha sconfitto Butch per 2-1                                                                                              | British rounds rules match per l'NXT Heritage Cup                                       | 15:54  |
| 5        | Il'ja Dragunov ha sconfitto Carmelo Hayes (c) | Single match per l'NXT Championship                                                     | 21:04  |
| 6        | Becky Lynch (c) ha sconfitto Tiffany Stratton | Extreme rules match per l'NXT Women's Championship                                      | 20:19  |